# S/2004 S 4
S/2004 S4 és la designació provisional d'un petit satèl·lit de Saturn. Fou descobert per Carl Murray en una foto de la Sonda Cassini del 9 de setembre de 2004, intentant confirmar l'observació d'un altre satèl·lit provisional del S/2004 S 3. Tot i posteriors intents de recuperació de l'objecte, no s'ha tornat a observar des de les primeres imatges, la qual cosa podria significar que es tractava de cúmuls de pols temporals.
.

## Característiques
S/2004 S4 com els objectes veïns S/2004 S 3 i S/2004 S 6, sembla orbitar prop de l'anell F i per tant, podria tractar-se d'un satèl·lit pastor. L'objecte fou observat en la part interna de l'anell F i hores després en la part externa.

## Denominació
Com que la seva òrbita encara no ha estat determinada amb precisió, el satèl·lit conserva la seva designació provisional que indica que fou el quart satèl·lit descobert al voltant de Saturn l'any 2004.